# Maja Erlandsen
Maja Gunvor Erlandsen (11 de octubre de 1989) es una deportista noruega que compitió en lucha libre. Ganó una medalla de oro en el Campeonato Europeo de Lucha de 2012, en la categoría de 72 kg.

## Palmarés internacional
| Campeonato Europeo | Campeonato Europeo | Campeonato Europeo | Campeonato Europeo |
| Año                | Lugar              | Medalla            | Categoría          |
| ------------------ | ------------------ | ------------------ | ------------------ |
| 2012               | Belgrado (Serbia)  | Medalla de oro     | 72 kg              |